# Condado de Kentucky (Virginia)

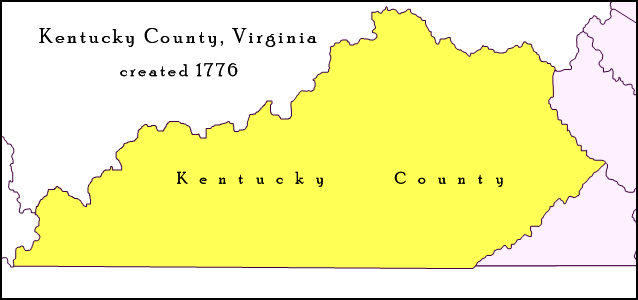
Condado de Kentucky, 1776–1780, según lo establecido por la Asamblea General de Virginia.

El condado de Kentucky fue un condado de la Mancomunidad de Virginia en 1776 creado al dividir el condado de Fincastle en tres nuevos condados: Kentucky, Washington y Montgomery. Cuatro años más tarde el condado de Kentucky fue dividido en los condados de Fayette, Jefferson y Lincoln en Kentucky. 
El condado de Kentucky fue abolido el 30 de junio de 1780, cuando se dividió en los condados de Fayette, Jefferson y Lincoln[2]. Posteriormente, estos condados y los que se separaron de ellos más tarde en esa década fueron designados colectivamente como el Distrito de Kentucky por la Cámara de Delegados de Virginia. Los condados del distrito solicitaron con frecuencia a la legislatura de Virginia y al Congreso Continental la condición de estado.  
La Mancomunidad de Kentucky fue creado a partir del territorio del condado de Kentucky y fue admitido a los Estados Unidos como el decimoquinto estado en 1792.

## Oficiales de la milicia
Después de que el condado de Kentucky fuera creado legislativamente el 6 de diciembre de 1776 (con efecto en 1777), la milicia del condado se organizó de la siguiente manera:
- George Rogers Clark - General de Brigada Frontera del Noroeste, 01/1781

- John Bowman - Coronel - Teniente del Condado de Kentucky, Virginia 12/1776 y 11/1779
- Anthony Bledsoe - Teniente coronel
- John Todd - Capitán - Virginia
- Benjamin Logan - Capitán - Condado de Kentucky, Virginia
- Daniel Boone - Capitán - Boonesborough, Kentucky
- James Harrod - Capitán - Harrodsburg, Kentucky